# Jules-Émile Zingg

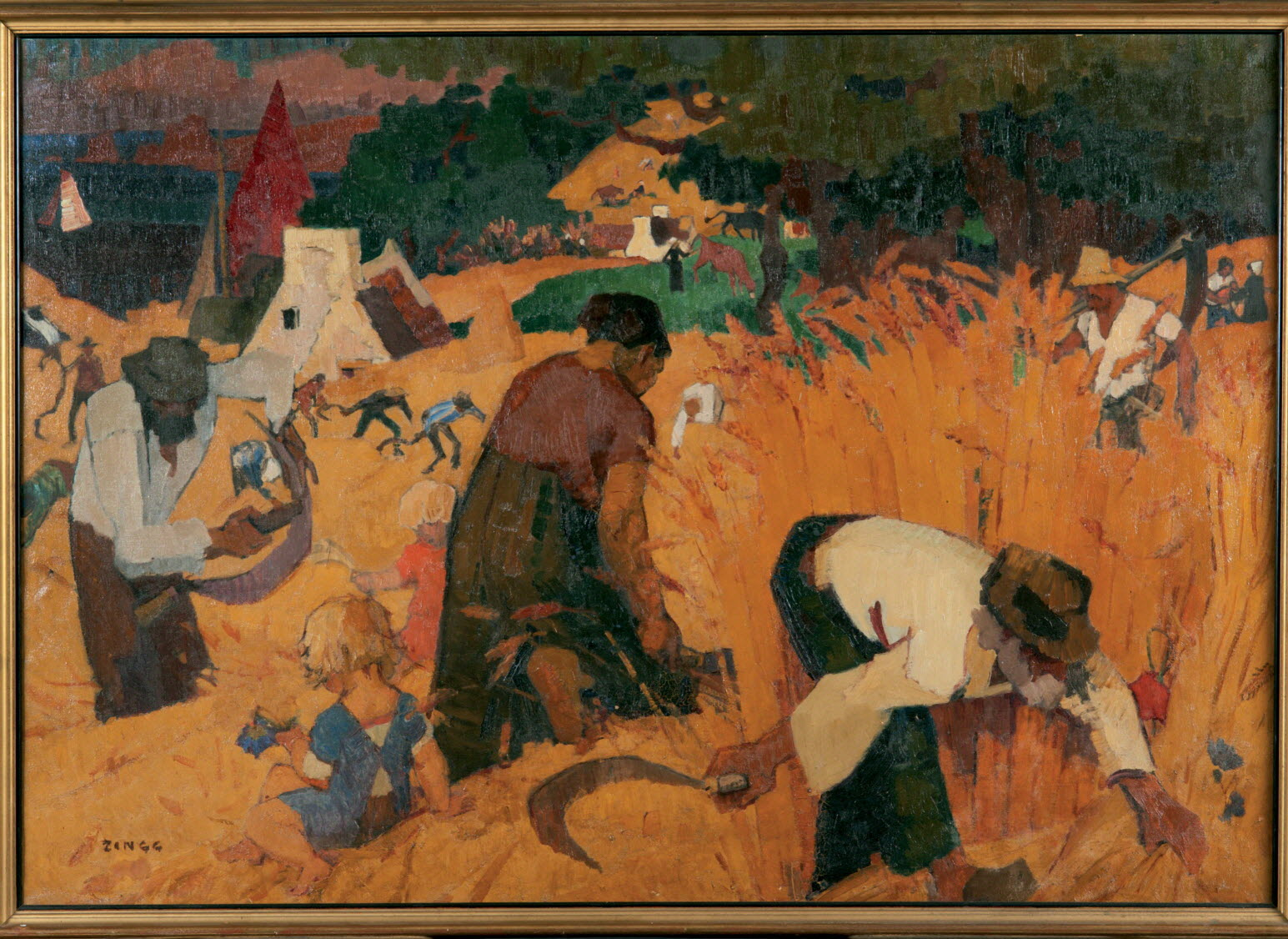
Jules-Émile Zingg: Moisson à la clarté (Die Ernte, 1920)

Jules-Émile Zingg (* 25. August 1882 in Montbéliard, Département Doubs; † 4. Mai 1942 in Paris) war ein französischer Maler, Zeichner und Grafiker aus der Region Franche-Comté. Er ist bekannt für seine ländlichen Szenen, Figurengruppen, Genrebilder und Landschaften.

## Leben
Jules-Émile Zingg wuchs in Montbéliard auf und zeigte bereits im Kindesalter zeichnerisches Talent. Nach ersten Abendkursen begann er 1898 ein Studium an der École des Beaux-Arts in Besançon. Auf Empfehlung von Félix-Henri Giacomotti wechselte er 1900 an die École des Beaux-Arts in Paris, wo er Schüler im Atelier von Fernand Cormon wurde. Während seiner Ausbildung erhielt er mehrfach Auszeichnungen beim Salon des Artistes Français. Die Zusammenarbeit mit Cormon endete jedoch aufgrund künstlerischer Differenzen. Zunächst noch von akademischen Strömungen geprägt, fand Zingg früh zu einer eigenen Ausdrucksweise. Wesentliche Einflüsse waren Paul Cézanne, sowie die Begegnungen mit Paul Sérusier und Maurice Denis im Jahr 1915 in Perros-Guirec (Bretagne). Dort hielt er sich nach seiner 1914 erfolgten Entlassung aus dem Militärdienst mehrere Jahre auf. Diese Phase gilt als eine seiner produktivsten Schaffensperioden.
Nach dem Ersten Weltkrieg stellte er im Salon des Indépendants und im Salon d’Automne aus. In Perros-Guirec lernte er Mitglieder der Künstlergruppe Les Nabis kennen, darunter Maurice Denis, Paul Sérusier und Georges Hanna Sabbagh. In den 1920er Jahren stellte er regelmäßig in Paris aus und entwarf Wandteppiche für Aubusson. Um 1925 dekorierte er die Säulen der Brasserie La Coupole in Montparnasse mit Fresken und wurde Vizepräsident der Gesellschaft für Freskenmalerei. 1930 wurde er zum Chevalier der Légion d’honneur ernannt und 1937 erhielt er den Grand Prix bei der Exposition Universelle. Zingg war zudem als Lehrer tätig. Einer seiner Schüler war Claude Génisson. Jules-Émile Zingg verstarb am 4. Mai 1942 im Alter von 59 Jahren in Paris und wurde auf dem Montparnasse-Friedhof bestattet.

## Werk
Jules-Émile Zinggs Werk ist von Darstellungen des Landlebens geprägt. Er malte Szenen bäuerlicher Arbeit auf Feldern und in Wäldern, häufig mit Figuren in realistischer Darstellung. Seine Landschaften umfassen Motive aus der Franche-Comté, der Île-de-France, der Auvergne, den Vogesen, vereinzelt auch aus Paris und Saint-Tropez. Einen besonderen Ruf erwarb er sich mit Darstellungen von Schneelandschaften. Neben der Ölmalerei war Zingg als Aquarellist, Grafiker und Zeichner tätig.